# Kaliumnitrat
Kaliumnitrat, KNO3, (ofta kallat salpeter eller kalisalpeter) är ett salt som används i bland annat konstgödsel, livsmedel och sprängämnen. Det ingår även i en del tandkrämer.
I livsmedel används kaliumnitrat för insaltning (rimning) av kött. Det används även som konserveringsmedel i ost, kött och fisk och har E-nummer E252. 
Kaliumnitrat, som oftast går under namnet salpeter, används i första hand för att tillverka salpetersyra för vidare förädling till konstgödsel, ammoniumnitrat. Historiskt sett har det viktigaste användningsområdet varit för tillverkning av svartkrut. Svartkrut består av 75% kaliumnitrat, 15% träkol och 10% svavel (viktprocent).
Vid uppvärmning av kaliumnitrat frigörs syre. Det medför att nästan allt brännbart det blandas med brinner explosionsartat. Kaliumnitrat används till bland annat svartkrut, blixtsatser och raketmotorer. 
I raketmotorer, där kaliumnitrat används som oxidator tillsammans med socker, är den ideala blandningen 66% kaliumnitrat och 34% socker.. 
Kaliumnitrat är inte lika oxiderande som tex kaliumperklorat, kaliumklorat eller kaliumpermanganat och därför ett förhållandevis säkert ämne att handskas med. Riskerna för personskador som kan uppstå vid experimenterande med kaliumnitrat i förbränningssyfte skall dock inte underskattas. Redan vid några grams mängd kan olyckor få negativa konsekvenser. Eftersom kaliumnitrat är en oxidator kan en brandhärd inte kvävas med exempelvis vatten, pulversläckare eller brandfilt.